# Manawapou (fleuve)
Le fleuve Manawapou  (en anglais : Manawapou River) est un cours d’eau de la région de Taranaki de l’Île du nord de la Nouvelle-Zélande.
Il s’écoule vers le sud-ouest à partir de son origine dans un pays de collines accidentées au nord-est de la ville de Hawera, atteignant la mer au niveau de la côte de South Taranaki Bight (en) entre les villes d’Hawera et Patea.

## Géologie
Le fleuve prend naissance dans un plateau de mudstone sableux du milieu du Pliocène au niveau du fleuve Tangahoe, formé dans une mer peu profonde, puis sa vallée a été coupée au début du Pliocène par des roches du groupe Whenuakura formé de calcaires bioclastiques, de galets et de grès riches en mica et de siltstones ou aleurolites), alors que les terres alentour sont recouvertes par des plages du milieu du Pléistocène avec des dépôt superficiels de conglomérats, de sable, de tourbes et d’argile.